# 国立武汉大学
国立武汉大学是由国立武昌中山大学改组而来，成立于1928年7月。而后几经更名、调整、合并发展成为今天的武汉大学，详见武汉大学历史。

## 历史沿革

### 选定校址

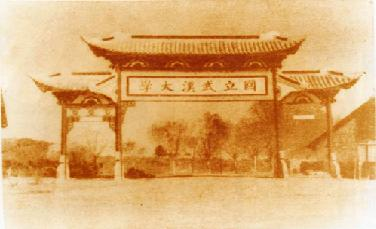
武汉大学校门牌坊 (1920).

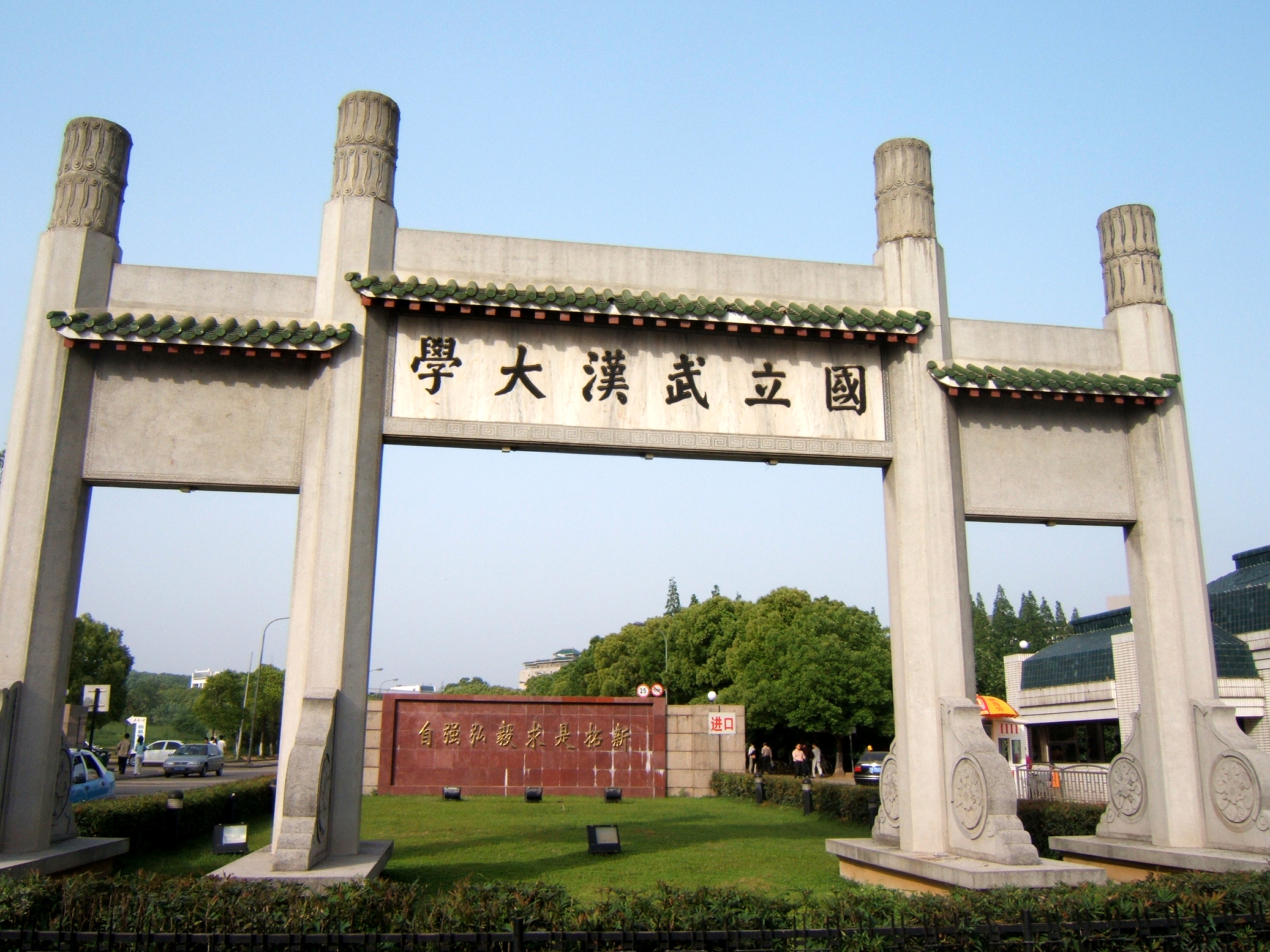
武汉大学

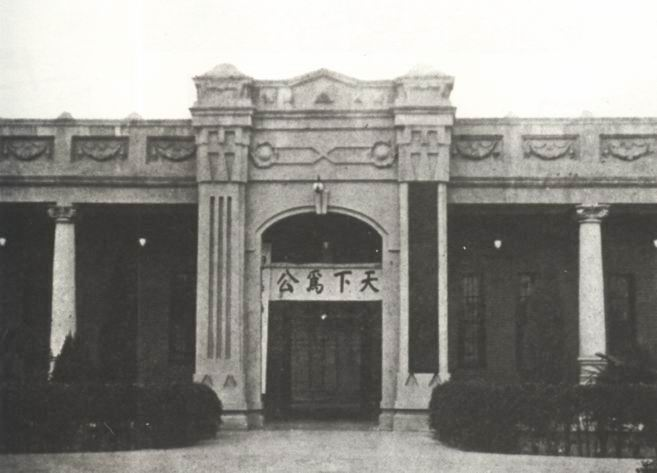
武昌东厂口校门

1928年，湖北省有识之士提出要恢复并重建一个中南地区（包括现在湖北、湖南、安徽、江西、广东、广西、福建等地）区域性的重点大学，这个想法得到时任大学院院长的蔡元培先生赞同，同时力主“决定武汉大学为国立大学，与北大、中大等并重”，由中央和地方共同投资建设。1928年5月18日，南京国民政府大学院（后改为教育部）决定以国立武昌中山大学为基础建立国立武汉大学。7月24日，原武昌中大改建为国立武大。8月，武大成立以李四光为委员长的新校舍建筑设备委员会。1929年上任的王世杰校长认为，国立武汉大学“不办则已，要办就当办一所有崇高理想，一流水准的大学”以及“规模宏大”的万人大学。新校舍建筑设备委员会选定风景秀丽的武昌罗家山（又名“落驾山”）为武大新校址，并在此建造新校舍。后国立武汉大学文学院首任院长闻一多将罗家山改名为“珞珈山”。

### 新建校舍

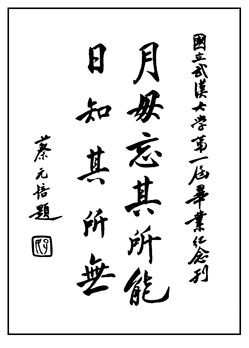
蔡元培为《国立武汉大学第一届毕业生纪念刊》题词

地址选定之后，李四光又请了毕业于麻省理工学院的建筑师开尔斯（F. H. Kales）先生来设计校园总体布局和规划。1932年1月，新校舍一期工程竣工；3月，武大由武昌东厂口正式迁入珞珈山新校舍；在5月26日举行的新校舍落成典礼上，蔡元培称赞武大在短时间内有长足的发展，还赞誉珞珈山新校舍工程设计新颖，是国内最漂亮的大学建筑。由于原武昌中大名师很多已经被捕或被杀害，所以师资紧缺，于是蔡元培先生从北大调来数十位中青年学者，同时由于北大新旧思想间斗争很厉害，于是大多都投奔武大来了。如北大法律系主任王世杰、法律系教授皮宗石、政治系主任周鲠生、化学系教授石瑛、理科学长兼化学系教授王星拱等。从那时起，在众多社会贤达们的共同支持和努力下，年轻的“国立武汉大学”很快就后来居上，跻身“民国四大名校”。国立武汉大学1928年初创时设文学院、社会科学学院、理工学院，1929年改设文、法、理、工四个学院，1935年开创了研究生教育，1936年设立农学院，发展成为一所有5个学院15个系以及2个研究所的综合性大学。1936年7月，接收湖北省立教育学院乡村教育专修科。

### 乐山时期

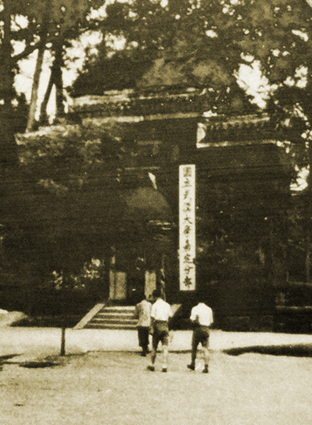
乐山文庙校本部

1938年4月，武汉被日寇三面包围，武大被迫西迁至四川乐山，同时农学院并入中央大学。乐山时期，武大在极其艰苦的条件下，迎难而上，坚持教学与科研工作的正常开展，在最困难的环境里创造了历史上最辉煌的成就。此时武大集聚了高水平的教授110多人，数量位居全国第二，师资力量仅次于西南联大。1943年-1944年，世界著名科学史家、英国剑桥大学李约瑟博士先后两次访问武大，对于武大教授们执着、顽强的科研精神以及取得的巨大成就进行了高度的评价和赞赏。1943年2月，湖北省立工学院在恩施成立，仅设水利系，学生35人。次年6月，湖北省政府委员会决议将其改为武汉大学工学院分院。

### 六大学院
1946年2月至1947年1月，周鲠生校长离开乐山到珞珈山敦促修复校舍以及到南京筹款期间，刘秉麟任代理校长。1946年10月，国立武汉大学復员武昌珞珈山，同时恢复农学院，设立医学院。至此，国立武汉大学方才最终实现了创建之初刻于武昌街道口大学牌坊背面的“文法理工农医”六个大字所体现的办学规模和格局，实现了文、法、理、工、农、医六大学院并驾齐驱的宏伟办学目标。各學院教學所需儀器標本，及實習工廠與試驗室等，一應俱全。圖書館則擁有中文線裝書約十萬冊，中日文平裝書約一萬一千冊，西文書約三萬三千冊，中日文裝訂本雜誌一千二百餘冊，西文裝訂本雜誌四千七百餘冊，善本書五千四百餘冊，共約十五萬六千餘冊。除出版各科大學叢書外，並發行文哲季刊、社會科學季刊、理科季刊，及工科季刊等學術性定期刊物多種。周鲠生校长在办学理念上，服膺蔡元培先生的治校精神，认定优秀的师资是办好一所大学的先决条件。在不到四年的时间里，仅从留美的中国学生中，他就延聘青年教师50多人，而且大多都是亲自登门邀请，也因此有幸为武大带来了“哈佛三剑客”等诸位不可多得的优秀人才。在他的带领下，经过一番艰苦努力，武大的教员和教授队伍分别由1946年的198人和102人发展壮大为1948年的297人和134人。学校得以续写“民国五大名校”的辉煌。北大校长胡适先生来武大讲学时曾对他说：“你很爱惜人才……真配做一流的大学校长。”

## 机构设置
国立武汉大学筹备委员会
- 委员：刘树杞（主任委员）、李四光、王星拱、周鲠生、麦焕章、黄建中、曾昭安、任凯南、涂允檀

国立武汉大学新校舍建筑设备委员会
- 委员：李四光（委员长）、王星拱、张难先、石瑛、叶雅各（兼秘书）、麦焕章

## 院系设置
- 1928年：文学院、社会科学院、理工学院
- 1929年：文学院、法学院（社会科学院改名）、理学院、工学院
- 1931年：9月筹设研究院
- 1933年：设农学院筹备处
- 1936年：农学院正式成立（文、法、理、工、农）
- 1938年：农学院并入中央大学
- 1946年：农学院恢复，医学院筹备委员会成立
- 1947年：设立医学院（文、法、理、工、农、医）

- 文学院：中文系（中國文學系，1928年）、外文系（外國文學系，1928年）、哲学系（1929年，1930年-1938年称哲学教育系）、史学系（1930年）
- 法学院：法律学系（1928年）、政治学系（1930年）、经济学系（1928年，原政治经济学系，1930年分立出政治学系）、商学系（1932年停办）
- 理学院：数学系（1928年）、物理学系（1930年）、化学系（1928年）、生物学系（1929年）
- 工学院：土木工程学系（1929年）、机械工程学系（1933年）、电机工程学系（1935年）、矿冶学系（1938年）
- 农学院：农艺学系（1936年，1946年恢复）、森林学系（1946年）、园艺学系（1948年）、农业化学系（1948年）
- 医学院（1947年）
- 研究所：文學研究所、史學研究所、政治學研究所、經濟學研究所、物理研究所、化學研究所、土木工程研究所、電機工程研究所，
- 其他：農業簡易班、機械專修科、大學先修班

## 校训校歌
校训：明、誠、弘、毅
校歌：
黄鹄一举兮，知山川之纡曲；再举兮，知天地之圆方。
试选珞珈胜处，安置百亩宫室，英隽与翱翔。
藏焉修焉，息焉游焉；鸡鸣风雨，日就月将。
念茫茫宙合，悠悠文物；任重道远，来日亦何长。

努力崇明德，及时爱景光。
这里采用何淑英版校歌的正确读法，并在注释中附上袁恒昌校友提供的歌词。
此歌词系由多句古语整合而成，“黄鹄一举兮，知山川之纡曲。再举兮，知天地之圆方”语出《楚辞·惜誓》，“朝斯夕斯”语出《三字经》，“日就月将”语出《诗经·周颂·敬之》，“任重道远”出自《论语·泰伯》，“努力崇明德”出自西汉李陵诗，“藏焉修焉、息焉游焉”出自《礼记·学记》，而“及时爱景光”一句则由西汉苏武“随时爱景光”之诗句改化而成。

## 历任校长

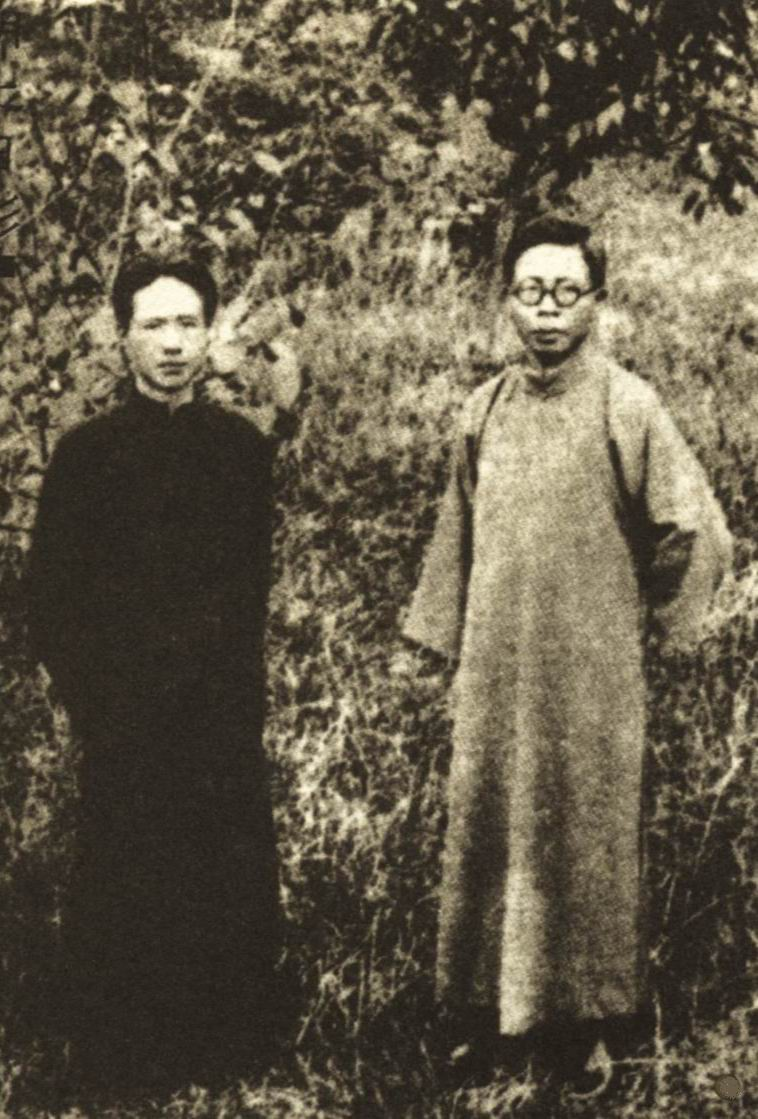
王世杰与王星拱

- 代校长 刘树杞 1928年8月-1929年3月
- 代校长 王星拱 1929年3月-1929年5月
- 校长 王世杰 1929年5月-1933年5月
- 代校长 王星拱 1933年5月-1934年6月
- 校长 王星拱 1934年6月-1945年7月
- 校长 周鲠生 1945年7月-1946年2月
- 代校长 刘秉麟 1946年2月-1947年1月
- 校长 周鲠生 1947年1月-1949年8月

## 办学情况
- 1936年：5个学院15个系和2个研究所，教师约150人，馆藏图书14万册，校园面积3200餘亩。
- 1946年：6个学院21个系和8个研究所，在校学生1700多人，教师近300人，馆藏图书15万餘册，校园面积8800餘亩。

## 重大事件
- 1931年，南京国民政府教育部为武汉大学选聘国术教师，在安徽芜湖设立擂台比武。最后由湖北崇阳人汪经武当选为武大第一任国术教师。
- 1931年12月6日，武大学生代表150餘人组成请愿团赴南京。8日，同中央大学、北京大学爱国学生联合举行总示威，抗议政府不抵抗政策。24日，请愿团返汉后，即于是日在阅马场召开追悼南京落难同胞大会。
- 1936年11月，武汉各救国联合会、武汉大学举行悼念鲁迅活动。
- 1937年10月，董必武在武大学生俱乐部为全校师生作了《独立自主，发展游击战争》的演讲。
- 1937年11月，陈独秀第三次来到武大，为师生们做题目为《怎样才能够发动民众》的演讲。
- 1937年秋，周恩来在武大学生俱乐部讲解中共的抗日救国十大纲领。12月31日，他又在武大学生俱乐部作《现阶段青年运动的性质和任务》演讲。次年5月移居珞珈山，并接见美国友好人士埃德加·斯诺，于初夏在操场上向师生宣讲毛泽东著作《抗日游击战的战略问题》。
- 1938年3月29日-4月1日，中国国民党临时全国代表大会在国立武汉大学举行，会上制定了《抗战建国纲领》。
- 1939年，郭沫若应历史系吴其昌教授的邀请到内迁四川乐山的武大作讲演，宣传抗战。
- 1930年代，与国立北京大学、国立清华大学、国立中央大学、国立浙江大学等几所顶尖级学府一道，被并誉为“民国五大名校”。
- 1940年代，与同处抗战大后方的国立西南联合大学（云南昆明）、国立中央大学（重庆）和国立浙江大学（贵州遵义）一道，被并誉为“民国四大名校”。
- 1940年代，美国有关部门曾对中国大学的办学水平进行过一次评估，国立武汉大学在国内排名第二，仅次于大名鼎鼎的国立西南联合大学。
- 1946年7月，光复后的台湾招考升学内地大学的公费生，有8位台湾人录取后分发到武大读书，成为最早来武汉读大学的台湾人。其中5位来自台南，3位分别来自嘉义、高雄、新竹；入读政治系5位，经济系2位，法律系1位。后陈如丰死于六一惨案。
- 1947年6月1日，武汉警备司令部派军警封锁包围武大，打死学生3人，制造了震惊全国的“六一惨案”。22日，学校举行追悼“六一惨案”死难烈士大会。
- 1947年，北大校长胡适对新闻界发表谈话，提出应集中全国的人力、物力和财力，用五年时间首先将包括武大在内的五大名校办成像英国牛津、剑桥那样的世界第一流大学。
- 1948年，英国牛津大学致函国民政府教育部，确认包括国立北京大学、国立清华大学、国立中央大学、国立浙江大学、国立武汉大学、私立南开大学以及协和医学院的文理科学士毕业生成绩平均在八十分以上者，享有“牛津之高级生地位”（即今之大学四年级学生）。

## 著名校友

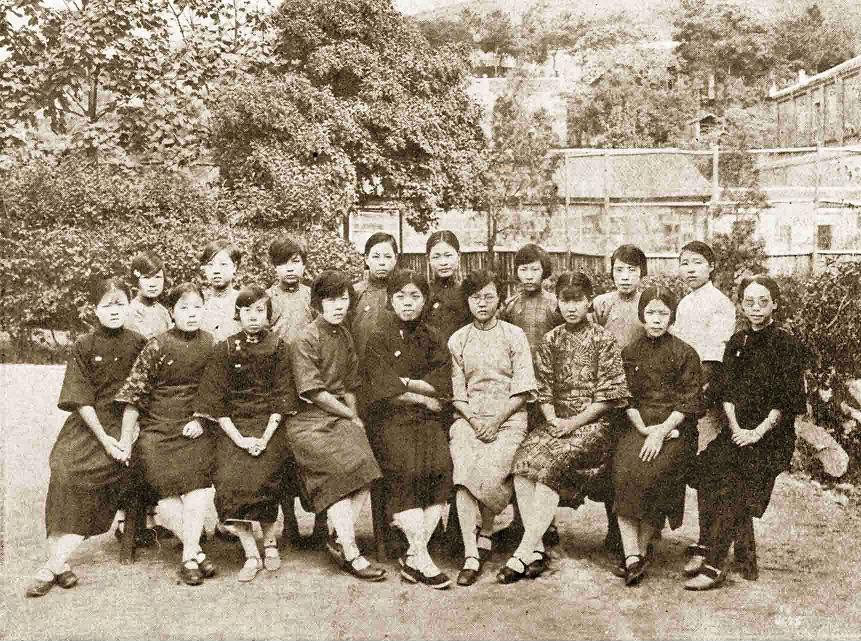
1928年全体女生合影
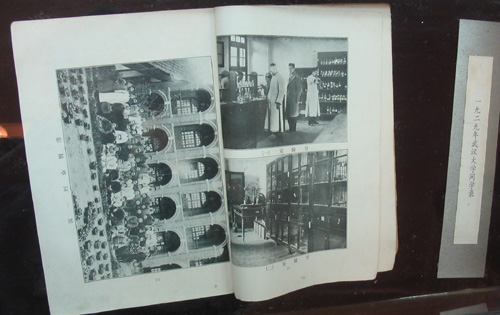
1929年同学录
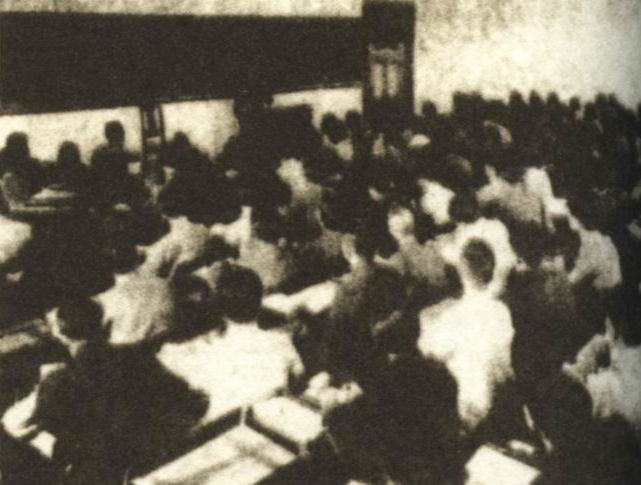
文学院学生在听课
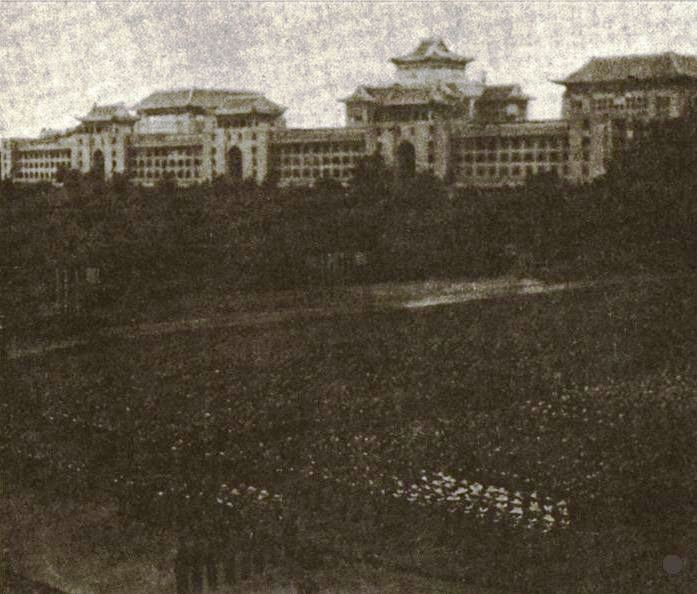
1938年学生军训

### 教师
- 闻一多，诗人、学者，国立武汉大学文学院首任院长
- 叶圣陶，现代作家、儿童文学作家、教育家，曾任国立武汉大学文学院教授
- 周金黄，著名药理学家、中西医结合研究中药药理学的奠基人。1946年起任国立武汉大学医学院首任院长（兼附属医院院长）。

### 学生
- 张培刚，1934年本科毕业于毕业于国立武汉大学经济系
- 叶君健，1936年毕业于武汉大学外文系。
- 朱九思，中国大陆知名教育家。江苏扬州人。1936年考入国立武汉大学。
- 谢鉴衡，泥沙专家，中国工程院土木、水利与建筑工程学部院士
- 俞大光，1944年毕业于电机工程系，中国工程院院士，电工学家，为中华人民共和国核武器引爆控制系统和遥测系统的专家。
- 黄彰任，1938年毕业于土木工程系，美籍华人实业家
- 张瑞瑾，1939年毕业于国立武汉大学工学院土木系，著名河流泥沙专家，中国水利学会泥沙专业委员会主任委员、水电部高等学校水利水电类专业教材编审委员会主任、三峡工程泥沙研究协调组组长
- 端木正，1942年毕业于政治系，香港特别行政区基本法起草委员会委员，曾任中华人民共和国最高人民法院副院长
- 欧阳予，1948年毕业于电机系，核反应堆及核电工程学家，全国“五一劳动奖章”获得者，中国科学院院士
- 方成，1942年毕业于化学系，漫画艺术家，《人民日报》高级编辑
- 董辅礽，经济学家，中国社会科学院经济研究所名誉所长
- 张效祥，1943年毕业于电机系，计算机科学家，中国科学院院士，中国第一台大型计算机104机技术负责人和组织领导者
- 黄中立，1937年转入农艺系，森林经理学家，奠定了中国木材计量标准基础，开拓了中国林业遥感科研事业
- 齊邦媛，1943年考入位於四川樂山的武漢大學哲學系，一年後轉入外文系。師承朱光潛、吳宓
- 罗裕昌，1945年毕业于武汉大学電機工程系,被譽為台灣鐵路電氣化之父。
- 章曙，1944年考入武汉大学外文系，中华人民共和国第一批外交官，联合国安全理事会事务司副司长、中华人民共和国驻比利时特命全权大使、中华人民共和国驻日本特命全权大使、外交学院院长
- 黃孝宗，1942年畢業於武漢大學機械系，美國麻省理工學院機械工程博士，曾任美国NASA阿波罗登月器动力总工程师、美国航太推进系统公司总工程师曾擔任台灣中山科學院代理院長，研製IDF戰機、雄風導彈、天弓導彈、天劍導彈等武器系統
- 趙耀東，1940年畢業於武漢大學機械系，為中華民國第十五任經濟部部長，素有「趙鐵頭」之稱，組建中國鋼鐵股份有限公司
- 傅正，1949年肄業於政治系，1957年在國立臺灣大學政治系完成學士學業，曾任東吳大學等校教職，亦曾在《自由中國》等黨外雜誌擔任編輯，1986年與費希平、許信良等人創立民主進步黨（民進黨「18人建黨工作小組」成員之一）。